# رکیتیپه
رکیتیپه (به لاتین: Rekitipe) یک منطقهٔ مسکونی در سری‌لانکا است که در استان مرکزی (سری‌لانکا) واقع شده‌است.